# Florence Morrison
Florence Morrison (Los Angeles, 20 marzo 1915 – Los Angeles, 23 aprile 2000) è stata un'attrice statunitense, attiva come attrice bambina nel 1922 (a 7 anni d'età), prima bambina afroamericana cui sia affidato un ruolo di rilievo nel cinema di Hollywood.

## Biografia
Florence Morrison nasce a Los Angeles nel 1915. È la sorella minore di Ernest Morrison, primo attore bambino afroamericano ad acquisire notorietà nel cinema di Hollywood e tra i protagonisti nel cast originario della serie Simpatiche canaglie.
Quando nel 1922 Ernest è chiamato a ricoprire la parte di "Herman" nel film Penrod, a Florence viene affidato il ruolo (maschile) del fratellino "Verman". Agli inizi del cinema muto, così come nel teatro dell’epoca, era prassi consolidata di affidare ad attrici giovani (o anche meno giovani) indifferentemente parti di bambino o bambina.
In un’epoca in cui gli afroamericani erano relegati nel cinema a ruoli stereotipati ed umilianti, ai soli attori bambini si concedeva talora di interagire su un piano di sostanziale parità con i propri coetanei, con una familiarità che le rigide regole del segregazionismo mai avrebbero consentito tra adulti. In Penrod, Ernest e Florence sono in assoluto i primi attori afroamericani cui sia dato e riconosciuto un ruolo di coprotagonisti in un lungometraggio.
Per Florence questa rimane la prima ed unica esperienza attoriale. Più spazio riceverà negli anni seguenti la sorella minore Dorothy Morrison, presente – questa volta in ruoli di bambina - in alcuni episodi delle Simpatiche canaglie e quindi da sola in altre pellicole.
Trascorsa la sua intera vita lontana dal mondo dello spettacolo, Florence Morrison muore a Los Angeles nel 2000, all’età di 85 anni.

## Filmografia
- Penrod, regia di Marshall Neilan (1922)